# راندال ستيفنسن
راندال ستيفنسن (بالإنجليزية: Randall L. Stephenson)‏ مواليد 22 أبريل 1960 في أوكلاهوما سيتي، الولايات المتحدة، رجل أعمال، ومدير تنفيذي لشركة الاتصالات الضخمة إيه تي آند تي .

## روابط خارجية
- راندال ستيفنسن على موقع مونزينجر (الألمانية)
- راندال ستيفنسن على موقع إن إن دي بي (الإنجليزية)